# Estadio municipal de La Albuera
El estadio municipal de La Albuera es un estadio de fútbol situado en el barrio de La Albuera de la ciudad de Segovia, capital de la provincia homónima de Castilla y León. Desde 1978 es oficialmente el estadio de la Gimnástica Segoviana Club de Fútbol, equipo local que milita en el Grupo I de la Primera División RFEF.
El estadio forma parte del complejo polideportivo Ciudad Deportiva de La Albuera, de propiedad y gestión por parte del ayuntamiento.

## Historia
La Albuera nació por la necesidad de remodelar el antiguo estadio municipal de la ciudad, El Peñascal, que había sido campo de la Gimnástica Segoviana y de todos los equipos locales durante más de treinta años, encontrándose por entonces ya obsoleto y casi impracticable. Desde la década de los 70 el campo no tenía suficiente capacidad de drenaje, y las inclemencias del tiempo a menudo convertían el terreno en un barrizal. Al tratarse del único estadio de la ciudad, no existía la posibilidad de que los diferentes equipos locales alternasen su uso con el de otros campos. 
Así, en 1973 el entonces presidente de la Gimnástica Segoviana, Díaz-Miguel Moraleda, expresó en el diario Marca la necesidad urgente del club de contar con un terreno de juego propio. Finalmente, en 1977 se pudo inaugurar un nuevo estadio en el complejo polideportivo de la ciudad. El partido inaugural se disputó entre las selecciones juveniles de Segovia y Cuenca, encuentro que acabaron ganando los visitantes por 1-2.
La Gimnástica se trasladó definitivamente al estadio en 1978. Con la celebración del Mundial de 1982 en España se procedió a cambiar el terreno de tierra por otro de hierba, una operación cuyo coste inicial no podía ser asumido ni por el ayuntamiento de la ciudad ni por la entidad deportiva de la Gimnástica. Sin embargo, La Albuera nunca albergó encuentros internacionales ni entrenamientos de selecciones. 
En 2009 diversos problemas de seguridad y cimentación obligaron a la demolición de los fondos del estadio y de una de sus gradas laterales, quedando solamente en pie la tribuna vieja. Ese mismo año se intentó reconstruir la gradería al completo y añadir nuevos postes lumínicos, pero a día de hoy el estadio continúa con una sola tribuna y una grada lateral pese a la necesidad de reforma.

### Copa de las Regiones de la UEFA 2013-14
La Albuera albergó en 2014 dos encuentros de la fase española de la IX Copa de las Regiones de la UEFA 2013-14: la semifinal entre la selección local de Castilla y León y la de Andalucía, en la que se impusieron los visitantes; y la final entre Cataluña y el combinado andaluz.
Semifinales de la fase española de la IX Copa de las Regiones de la UEFA 2013-14
| 18 de abril de 2014, 12:00 h. | Castilla y León | 0-1 | Andalucía | La Albuera, Segovia                                  |                                                      |
|                               |                 |     | Selu 19'  | Asistencia: 300 espectadores Árbitro(s): Juan Bustos | Asistencia: 300 espectadores Árbitro(s): Juan Bustos |

Final de la fase española de la IX Copa de las Regiones de la UEFA 2013-14
| 20 de abril de 2014, 12:00 h. | Andalucía | 0-0 (4-5) | Cataluña | La Albuera, Segovia            |  |
|                               |           |           |          | Árbitro(s): De la Fuente Ramos |  |

## Otros usos

### Rugby
En 2010, La Albuera albergó la final de la Copa del Rey de Rugby entre el Valladolid Rugby Asociación Club y el Club de Rugby La Vila, en la que los vallisoletanos obtuvieron su segundo título de copa.
| 16 de mayo de 2010 | VRAC Quesos Entrepinares | 33-17 | C.R. La Vila | La Albuera, Segovia,             |                                  |
| 12:30              |                          |       |              | Árbitro(s): I. Gallastegi Sodupe | Árbitro(s): I. Gallastegi Sodupe |